# Alepis flavida
Alepis flavida là một loài thực vật có hoa trong họ Loranthaceae. Loài này được (Hook.f.) Tiegh. mô tả khoa học đầu tiên năm 1894.